# Едвард Конард
Едвард Конард (англ. Edward W. Conard)  – американський бізнесмен, письменник. Вчений Американського інституту досліджень державної політики. Був керуючим директором у «Bain Capital», де він тісно співпрацював із колишнім кандидатом у президенти Уілартом Міттом Ромні. Автор бестселеру «The New York Times» «The Upside of Inequality: How Good Intentions Undermine the Middle Class» (укр. «Рівні серед нерівних. Як добрі наміри знищують середній клас»).

## Ранні роки та освіта
Едвард Конард закінчив Мічиганський університет, де отримав ступінь бакалавра наук з дослідження операційної діяльності (1978). Має диплом з відзнакою бакалавра з мистецтв Гарвардської школи бізнесу (1982).

## Кар'єра, «Bain Capital» та публікації
Ще до закінчення бізнес-школи, Конард працював інженером-автомобілебудівником в «Ford Motor Company». Пізніше він приєднався до штату консалтингової компанії «Bain & Company» (Бостон), де в кінцевому підсумку отримав посаду віце-президента та завідувача відділу виробничої практики.
«Bain» Конард залишив у 1990 році, та став директором в інвестиційному банку «Wasserstein Perella & Co», де також очолював Групу з розвитку транзакцій.
В 1993 році Едвард повернувся в «Bain Capital», ставши головою нью-йоркського офісу.
Коли в 2007 році Конард пішов на пенсію, компанія володіла капіталом в 75 мільярдів доларів та мала офіси в Бостоні, Нью-Йорку, Сан-Франциско, Лондоні, Парижі, Токіо, Гонконгу, Шанхаї і Мумбаї. Першим придбанням Конарда була фармацевтична компанія за півмільярда доларів. Пізніше її статки виросли до більш ніж 10 мільярдів доларів. Інші компанії, що стали власністю «Bain Capital» за часів Конарда: «DDI», «ChipPac», «Innophos», «Sensata», «Waters Corporation». В останній Едвард досі є членом ради директорів.
Едвард Конард є автором двох топ-10 бестселерів «New York Times». У 2012 році він став десятим за популярністю автором по версії Google.
В 2012 році Конард приєднався до Американського інституту підприємництва. Його робота в AEI зосереджена на економічній політиці США, зокрема, на впливі податків, державній політиці й фінансах, а також на ризиках та інноваціях. Цього ж року публікує книгу «Unintended Consequences: Why Everything You've Been Told About the Economy Is Wrong in May», у якій аналізується, чому США перевершили економіку інших країн з високою заробітною платою, пояснюються причини фінансової кризи та даються рекомендації щодо її подолання. З часу публікації, Конард провів більше 200 телевізійних виступів, у яких обговорював провідних економістів (Пол Кругман, Джо Стігліц, Алан Крюгер), журналістів (Фарід Закарія, Кріс Хейс, Ендрю Росс Соркін), а також політиків (Барні Франк, Говард Дін, Еліот Спітцер).
У вересні 2016 року публікує книгу «The Upside of Inequality: How Good Intentions Undermine the Middle Class» (укр. «Рівні серед нерівних. Як добрі наміри знищують середній клас», 2018, «Наш Формат»). Книга посіла перше місце в списку ділових книг «New York Times».
Конард також є автором ряду статей для «The Wall Street Journal», «The Washington Post», «Foreign Affairs», «Harvard Business Review», «Fortune», «Politico», та інших.

## Політична діяльність
У березні 2011 року Едвард Конард зробив внесок в розмірі 1 млн. доларів США в передвиборчу кампанію кандидата в президенти Мітта Ромні.

## Особисте життя
Конард одружений з Джилл Девіс, письменницею та колишньою дописувачкою для «Пізнього шоу з Девідом Леттерманом» («Late Night with David Letterman (1982)»).

## Переклад українською
- Едвард Конард. Рівні серед нерівних.Як добрі наміри знищують середній клас / пер. Олена Кальнова. — К.: Наш Формат, 2018. — 360 с. — ISBN 978-617-7682-12-6.